# شيلي وينترز
شيلي وينترز (بالإنجليزية: Shelley Winters)‏ (18 أغسطس 1920 - 14 يناير 2006) ممثلة أمريكية يهودية ، حاصلة على جائزتي أوسكار كأفضل ممثلة في دور مساند عام 1959 عن فيلم مفكرة آن فرانك وعام 1965 عن فيلم رقعة زرقاء، كما حصلت على جائزة الغولدن غلوب 1973 لأفضل ممثلة في دور مساند عن دورها في فيلم مغامرة البوسيدون، وحصلت على جائزة الإيمي 1964 كأفضل ممثلة رئيسية في مسلسل قصير أو فيلم عن دورها في اثنان هو العدد, قامت ببطولة في العديد من الأفلام منها ليلة الصياد.

## وصلات خارجية
- شيلي وينترز على موقع IMDb (الإنجليزية)
- شيلي وينترز على موقع ميتاكريتيك (الإنجليزية)
- شيلي وينترز على موقع الموسوعة البريطانية (الإنجليزية)
- شيلي وينترز على موقع روتن توميتوز (الإنجليزية)
- شيلي وينترز على موقع مونزينجر (الألمانية)
- شيلي وينترز على موقع قاعدة بيانات الأفلام العربية
- شيلي وينترز على موقع ألو سيني (الفرنسية)
- شيلي وينترز على موقع ميوزك برينز (الإنجليزية)
- شيلي وينترز على موقع تيرنر كلاسيك موفيز (الإنجليزية)
- شيلي وينترز على موقع أول موفي (الإنجليزية)